# Protează

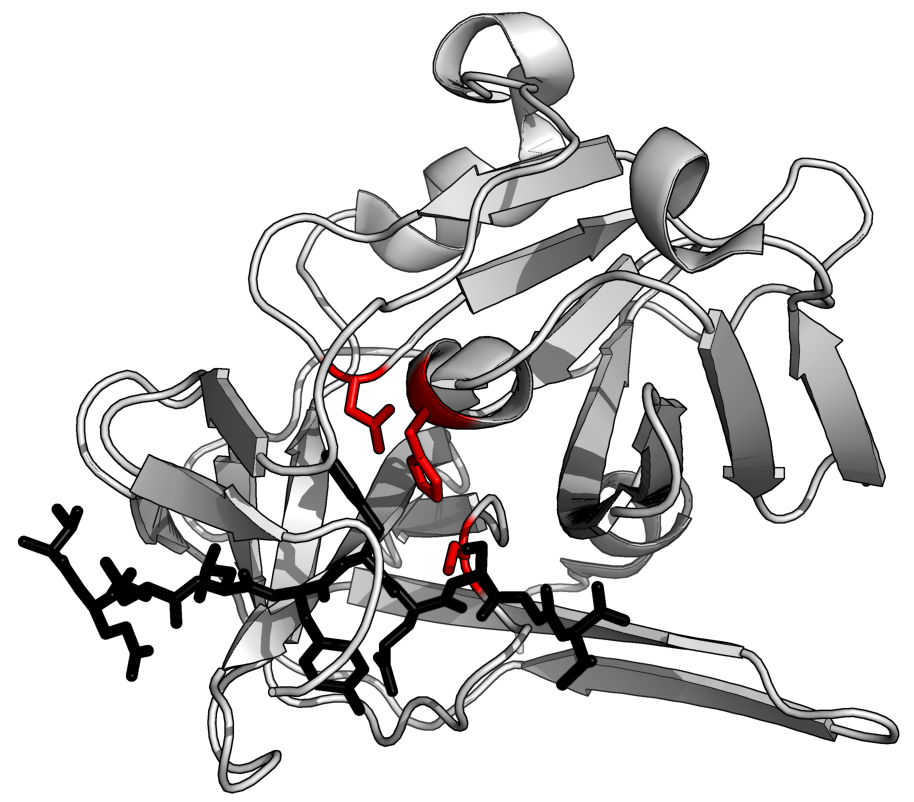
Structura unei proteaze (TEV proteaza) complexată cu substratul său peptidic (negru) și resturile catalitice (roșu).

O protează (denumită și peptidază sau proteinază) este o enzimă care catalizează procesul de proteoliză, de degradare a proteinelor în polipeptide cu catenă mai mică sau chiar la aminoacizi liberi. Proteoliza are loc ca urmare a clivării legăturilor peptidice din structura proteinelor, prin procese de hidroliză. Astfel, proteazele sunt implicate în multe funcții biologice, inclusiv digestia și ingestia proteinelor, catabolismul proteic, și semnalizarea celulară.
În absența acestor enzime, procesul proteolizei ar fi extrem de încet, durând chiar sute de ani. Proteazele se regăsesc în toate formele de viață, dar și în structura virusurilor. Deoarece acestea au suferit diverse modificări de-a lungul evoluției, există clase variate de proteaze care pot cataliza o mare varietate de reacții chimice, prin mecanisme catalitice diferite.